# Ajn Dżanna
Ajn Dżanna – miejscowość w Jordanii, w muhafazie Adżlun. W 2015 roku liczyła 12 490 mieszkańców.